# Eleição municipal de Sorocaba em 2020
A eleição municipal de Sorocaba em 2020 ocorreu no dia 15 de novembro (primeiro turno) e dia 29 de novembro (segundo turno), entre os candidatos Rodrigo Manga e Jaqueline Coutinho. Esta cidade paulista possui 679.378 habitantes dentre os quais 485.962 são eleitores que nestes dias votaram para definir o prefeito, o vice-prefeito e os seus 20 vereadores, cujos mandatos se iniciam em 1° de janeiro de 2021 e terminam em 31 de dezembro de 2024.
Originalmente, as eleições ocorreriam em 4 de outubro (primeiro turno) e 25 de outubro (segundo turno), porém, com o agravamento da pandemia do novo coronavírus (SARS-CoV-2), causador da Covid-19, as datas foram modificadas com a promulgação da Emenda Constitucional nº 107/2020.
O processo eleitoral de 2020 esteve marcado pela sucessão para o cargo ocupado pela atual prefeita Jaqueline Coutinho, do PSL, que assumiu o cargo em 2 de agosto de 2019 após a cassação do mandato de José Crespo (DEM), prefeito eleito em 2016, por supostas irregularidades na contratação de voluntários na prefeitura. Jaqueline esteve apta para disputar a reeleição.

## Pré-candidatos

### Partido da Social Democracia Brasileira (PSDB)
O Partido da Social Democracia Brasileira (PSDB) que governou Sorocaba durante 1997 e 2016, na última eleição, com o alto índice de reprovação do Governo Pannunzio e a candidatura de João Leandro, pouco conhecido na cidade, ficou pela primeira vez em 20 anos fora da disputa do segundo turno na cidade. Desde então, o partido discutiu a necessidade de uma candidatura mais forte para as eleições de 2020.
Nas Eleições estaduais em São Paulo em 2018 o PSDB de Sorocaba reelegeu seus dois deputados, demonstrando ainda força política na cidade. Vitor Lippi, ex-prefeito de Sorocaba e Deputado Federal foi reeleito para um segundo mandato com 61.994 votos em Sorocaba e mais de 120 mil votos no estado. Já Maria Lúcia Amary foi reeleita para seu quinto mandato como deputada estadual, com 29.806 votos em Sorocaba e mais de 70 mil votos no estado.
No início de 2019, durante o processo eleitoral do diretório do PSDB de Sorocaba as primeiras especulações sobre a candidatura do partido foram veículadas na imprensa. Nos bastidores, concorriam a presidência do partido o vereador João Donizeti Silvestre e Valter José, ex-vereador de Sorocaba e assessor da deputada Maria Lúcia Amary, denotando a articulação política para a candidatura de Maria Lucia a prefeita. João Donizeti retirou sua candidatura e Valter José foi eleito presidente do partido em Sorocaba. Em abril de 2019, já era notório nos bastidores políticos, segunda a imprensa da cidade, que o PSDB de Sorocaba projetava Maria Lúcia como pré-candidata.
Em julho de 2019, Flávio Amary, Secretário Estadual de Habitação de São Paulo e filho de Renato Amary, filiou-se ao PSDB. Com isso, houve especulações de que Flávio seria candidato a prefeito de Sorocaba em 2020. Posteriormente, Flávio negou que teria interesse em candidatar-se em 2020.
Em março de 2020, durante evento da Juventude do PSDB de Sorocaba, na Câmara Municipal, pela primeira vez Maria Lúcia Amary se posicionou publicamente como pré-candidata a prefeita de Sorocaba. Em 5 de setembro de 2020, Maria Lúcia foi oficializada como candidata a prefeita de Sorocaba, durante convenção do partido.

### Movimento Democrático Brasileiro (MDB)
O Movimento Democrático Brasileiro, que nas duas eleições anteriores havia tido uma grande ascensão política na cidade com a liderança do ex-prefeito Renato Amary, articulou durante os últimos anos a candidatura do vereador Fernando Dini a prefeito de Sorocaba. Em 2020, Dini chegou a ser tido como possível candidato a vice-prefeito na chapa de Maria Lúcia Amary, mas a pedido de Baleia Rossi, presidente nacional do MDB, apoiou Jaqueline Coutinho em sua candidatura pelo PSL.

### Partido dos Trabalhadores (PT)
O Partido dos Trabalhadores, que em 2016 teve o pior resultado de sua história na disputa pela prefeitura de Sorocaba, articulou, após a derrota de Fernando Haddad à Presidência da República nas eleições de 2018, uma candidatura única da esquerda em Sorocaba. Em 2019, o nome da vereadora Iara Bernardi foi especulado como possível candidata a vice-prefeita na chapa de Raul Marcelo, do PSOL, mas após análises e pesquisas internas do partido, Iara preferiu candidatar-se mais uma vez a vereadora. Por fim, ainda no início de 2020, o partido projetou o sindicalista Paulo Estausia como candidato a vice-prefeito na coligação PSOL-PT, encabeçada pelo ex-deputado Raul Marcelo. Foi a primeira vez desde 1992 que o PT não teve candidato próprio ao Palácio dos Tropeiros.

## Candidatos
| Candidato(a) a prefeito(a) | Candidato(a) a prefeito(a) | Candidato(a) a prefeito(a) | Candidato(a) a vice-prefeito(a) | Nº | Coligação/Partido                                                     | Tempo de horário eleitoral |
| -------------------------- | -------------------------- | -------------------------- | ------------------------------- | -- | --------------------------------------------------------------------- | -------------------------- |
|                            |                            | Jaqueline Coutinho PSL     | Roberto Freitas PSB             | 17 | Sorocaba, Força e União para Crescer PSL, PSB, MDB, PSC, Patriota     | 2 min e 32 s               |
|                            |                            | Rodrigo Manga Republicanos | Fernando do Clube São Bento PSD | 10 | A Mudança Vai Começar Republicanos, PSD, PL, PROS, PP, PRTB, PTC, PTB | 2 min e 55 s               |
|                            |                            | Renan Santos PDT           | Dra. Rosana PDT                 | 12 | Vamos Sorocaba PDT, PCdoB                                             | 47 s                       |
|                            |                            | Maria Lúcia PSDB           | Anselmo Neto Podemos            | 45 | Sorocaba Moderna de Novo PSDB, PODE, REDE, PMN, PV, Cidadania         | 1 min e 11 s               |
|                            |                            | Raul Marcelo PSOL          | Paulo Estausia PT               | 50 | Sorocaba o Futuro é Agora PSOL, PT                                    | 1 min e 08 s               |
|                            |                            | Dr. Leandro DEM            | Baddini DEM                     | 25 | Democratas DEM                                                        | 37 s                       |
|                            |                            | Flaviano Lima Avante       | Edson Rubens Avante             | 70 | Avante                                                                | 13 s                       |
|                            |                            | Carlos Péper Solidariedade | Nicolete Solidariedade          | 77 | Solidariedade                                                         | 20 s                       |

## Pesquisas eleitorais

#### Primeiro turno
| Data                     | 09/10/2020        | 10/11/2020        | 14/11/2020    |
| Instituto                | RealTime/RecordTV | RealTime/RecordTV | ÂNCORA/ZNORTE |
| Fonte                    | [ 17 ]            | [ 18 ]            | [ 19 ]        |
| ------------------------ | ----------------- | ----------------- | ------------- |
| Rodrigo Manga (REP)      | 17%               | 20%               | 14,4%         |
| Maria Lúcia Amary (PSDB) | 18%               | 18%               | 12,5%         |
| Jaqueline Coutinho (PSL) | 11%               | 12%               | 15,9%         |
| Raul Marcelo (PSOL)      | 9%                | 12%               | 7,1%          |
| Dr. Leandro (DEM)        | 2%                | 2%                | 10,3%         |
| Renan Santos (PDT)       | 1%                | 2%                | 2,7%          |
| Flaviano Lima (AVANTE)   | 2%                | 2%                | 2%            |
| Carlos Péper (SD)        | 1%                | 1%                | 1,2%          |
| Brancos ou Nulos         | 13%               | 19%               | 14,2%         |
| Indecisos                | 26%               | 12%               | 19,7%         |

## Debate
Em 14 de outubro de 2020, às 22h30, foi promovido pela TV Bandeirantes Mais e exibido para mais de 60 cidades da área de cobertura da emissora, o primeiro debate entre os candidatos a prefeito de Sorocaba. Além da exibição via streaming pela página da emissora no Facebook e no canal do setor de jornalismo da emissora Band no Youtube.
| Data          | Organizadores        | Mediador    | Rodrigo Manga (Republicanos) | Renan Santos (PDT) | Jaqueline Coutinho (PSL) | Leandro Fonseca (DEM) | Maria Lúcia (PSDB) | Raul Marcelo (PSOL) | Flaviano Lima (Avante) | Carlos Peper (Solidariedade) |
| ------------- | -------------------- | ----------- | ---------------------------- | ------------------ | ------------------------ | --------------------- | ------------------ | ------------------- | ---------------------- | ---------------------------- |
| 14 de outubro | TV Bandeirantes Mais | Valter Sena | Presente                     | Presente           | Presente                 | Presente              | Presente           | Presente            | Presente               | Presente                     |

## Resultados

### Prefeito

#### Primeiro turno
| Candidato(a)                 | Vice                              | 1º turno 15 de novembro de 2020 | 1º turno 15 de novembro de 2020 |
| Candidato(a)                 | Vice                              | Total                           | Percentagem                     |
| ---------------------------- | --------------------------------- | ------------------------------- | ------------------------------- |
| Rodrigo Manga (Republicanos) | Fernando do Clube São Bento (PSD) | 116.020                         | 39,42%                          |
| Jaqueline Coutinho (PSL)     | Roberto Freitas (PSB)             | 48.955                          | 16,63%                          |
| Raul Marcelo (PSOL)          | Paulo Estausia (PT)               | 46.699                          | 15,87%                          |
| Maria Lúcia Amary (PSDB)     | Anselmo Neto (Podemos)            | 45.549                          | 15,47%                          |
| Dr. Leandro (DEM)            | Baddini (DEM)                     | 13.811                          | 4,69%                           |
| Prof. Flaviano Lima (Avante) | Edson Rubens (Avante)             | 11.781                          | 4,00%                           |
| Renan (PDT)                  | Dra. Rosana (PDT)                 | 9.962                           | 3,38%                           |
| Carlos Peper (Solidariedade) | Nicolete (Solidariedade)          | 1.568                           | 0,53%                           |
| Abstenções                   | Abstenções                        | 129.485                         | 26,65%                          |
| Comparecimento               | Comparecimento                    | 356.477                         | 73,35%                          |
| → Votos em branco            | → Votos em branco                 | 21.874                          | 6,14%                           |
| → Votos nulos                | → Votos nulos                     | 40.258                          | 11,29%                          |
| Total de votos válidos       | Total de votos válidos            | 294.345                         | 294.345                         |
| Total de inscritos           | Total de inscritos                | 485.962                         | 100%                            |

#### Segundo turno
| Candidato(a)                 | Vice                              | 2º turno 29 de novembro de 2020 | 2º turno 29 de novembro de 2020 |
| Candidato(a)                 | Vice                              | Total                           | Percentagem                     |
| ---------------------------- | --------------------------------- | ------------------------------- | ------------------------------- |
| Rodrigo Manga (Republicanos) | Fernando do Clube São Bento (PSD) | 153.228                         | 52,58%                          |
| Jaqueline Coutinho (PSL)     | Roberto Freitas (PSB)             | 138.201                         | 47,42%                          |
| Abstenções                   | Abstenções                        | 138.912                         | 28,58%                          |
| Comparecimento               | Comparecimento                    | 347.050                         | 71,42%                          |
| → Votos em branco            | → Votos em branco                 | 16.069                          | 4,63%                           |
| → Votos nulos                | → Votos nulos                     | 39.552                          | 11,40%                          |
| Total de votos válidos       | Total de votos válidos            | 291.429                         | 83,97%                          |
| Total de inscritos           | Total de inscritos                | 485.962                         | 100%                            |

### Vereadores eleitos
| Candidato(a)                | Número | Partido      | Votação | Votação     |
| Candidato(a)                | Número | Partido      | Votos   | Porcentagem |
| --------------------------- | ------ | ------------ | ------- | ----------- |
| Vitão do Cachorrão          | 10555  | Republicanos | 7.754   | 2,69%       |
| Iara Bernardi               | 13010  | PT           | 5.525   | 1,92%       |
| Péricles Régis              | 15678  | MDB          | 5.489   | 1,90%       |
| Fernando Dini               | 15300  | MDB          | 4.839   | 1,68%       |
| Fernanda Garcia             | 50550  | PSOL         | 4.795   | 1,66%       |
| Cristiano Passos            | 10123  | Republicanos | 4.722   | 1,64%       |
| João Donizeti Silvestre     | 45615  | PSDB         | 4.617   | 1,60%       |
| Silvano Jr                  | 10627  | Republicanos | 4.584   | 1,59%       |
| Fabio Simoa                 | 10999  | Republicanos | 4.511   | 1,56%       |
| Dr. Hélio Brasileiro        | 45123  | PSDB         | 4.360   | 1,51%       |
| Pr. Luis Santos             | 10777  | Republicanos | 3.981   | 1,38%       |
| Fausto Peres                | 19000  | Podemos      | 3.953   | 1,37%       |
| Vinícius Aith               | 28000  | PRTB         | 3.808   | 1,32%       |
| Francisco França            | 13510  | PT           | 3.749   | 1,30%       |
| Rodrigo do Treviso          | 17017  | PSL          | 3.478   | 1,21%       |
| Ítalo Moreira               | 20190  | PSC          | 2.866   | 0,99%       |
| Dylan Dantas                | 20321  | PSC          | 2.847   | 0,99%       |
| Cicero João                 | 14888  | PTB          | 2.475   | 0,86%       |
| Professor Salatiel Hergesel | 12012  | PDT          | 2.447   | 0,85%       |
| Claudio Sorocaba 1          | 22675  | PL           | 2.218   | 0,77%       |

| Tipo de votos válidos  | Tipo de votos válidos  | Tipo de votos válidos | Tipo de votos válidos |
| ---------------------- | ---------------------- | --------------------- | --------------------- |
| Votos nominais         | Votos nominais         | 92,46%                | 266.736               |
| Votos em legenda       | Votos em legenda       | 7,54%                 | 21.752                |
| Total de votos válidos | Total de votos válidos | 100%                  | 288.488               |
| Votos apurados         |                        |                       |                       |
| Votos válidos          | Votos válidos          | 81,36%                | 288.488               |
| Votos em branco        | Votos em branco        | 8,47%                 | 30.031                |
| Votos nulos            | Votos nulos            | 10,17%                | 36.068                |
| Total de votos válidos | Total de votos válidos | 100%                  | 354.587               |
| Eleitores              |                        |                       |                       |
| Comparecimento         | Comparecimento         | 73,25%                | 354.587               |
| Abstenções             | Abstenções             | 26,75%                | 129.485               |
| Total de eleitores     | Total de eleitores     | 100,00%               | 485.962               |

#### Representação numérica dos partidos na Câmara Municipal
| Coligação    | Votos  | Votos válidos(%) | Número de Vereadores |
| Republicanos | 49.952 | 17,32            | 5                    |
| PSC          | 26.274 | 9,11             | 2                    |
| PSDB         | 25.792 | 8,94             | 2                    |
| MDB          | 22.195 | 7,69             | 2                    |
| PT           | 19.298 | 6,69             | 2                    |
| PSL          | 17.744 | 6,15             | 1                    |
| PSOL         | 16.458 | 5,70             | 1                    |
| PL           | 16.306 | 5,65             | 1                    |
| PDT          | 15.781 | 5,47             | 1                    |
| PODE         | 11.803 | 4,09             | 1                    |
| PTB          | 11.692 | 4,05             | 1                    |
| PRTB         | 9.479  | 3,29             | 1                    |

A coligação do prefeito eleito Rodrigo Manga elegeu 8 vereadores de quatro partidos, sendo 5 vereadores do Republicanos, a maior bancada da Câmara Municipal de Sorocaba. Derrotada no segundo turno, a candidatura de Jaqueline Coutinho elegeu 5 vereadores ligados a sua coligação, mas apenas um de seu partido, o PSL. O PSDB, partido da candidata Maria Lúcia Amary, reelegeu dois vereadores, e o partido de seu candidato a vice-prefeito, o Podemos, elegeu um vereador.
A candidatura de Raul Marcelo elegeu três vereadores que apoiavam sua candidatura, dois do PT e uma do PSOL. Por fim, o PDT do candidato a prefeito Renan Santos elegeu um vereador.